# Europamesterskabet i cross 2014
|  | Denne artikel eller sektion om sport er forældet eller ikke opdateret. Se artiklens diskussionsside eller historik. |

Europamesterskabet i cross 2014 var et stort internationalt arrangement i Cross country, arrangører er ikke udset men Dansk Atletik Forbund har intentioner om at ansøge om at afholde EM Cross i Århus.

## Valg af vært
European Athletic Association tager deres endelige beslutning ved et councilmøde i oktober 2012. Udover Danmark har Spanien, Frankrig, Ungarn og Norge vist interesse for at arrangere EM Cross 2014

## Danmarks ansøgning
Syv danske atletikklubber gav udtryk for, at de ønskede at blive arrangør af mesterskabet. De syv foreninger var:
- Aalborg AM
- Aalborg Øst Road Runners Club
- Aarhus 1900
- Fjordager IF (Odense)
- Fremad Holbæk
- Randers Freja
- Sparta Atletik (København)

DAF's bestyrelse besluttede 21. maj 2010 at Aarhus 1900 bliver Danmarks kandidat som arrangør af EM Cross 2014. Derefter skal der nu i samarbejde med DAF, Sport Event Danmark, Århus kommune og mange andre interessenter arbejdes frem mod en ansøgning, der skal afleveres til European Athletic Association i februar 2012.